# Бальдаччи, Антонио
Антонио Бальдаччи (итал. Antonio Baldacci, 1867—1950) — итальянский ботаник, географ, этнолог и дипломат.

## Биография
Антонио Бальдаччи родился 3 октября 1867 года.
Он провёл обширные исследования политико-экономической ситуации на Балканах.
Бальдаччи посетил Грецию, Албанию и Крит, заканчивая исследования в области ботаники, финансируемые за счёт продажи коллекций растений в итальянские и иностранные институты.
Позже он получил экономическую помощь от Итальянского географического общества.
Антонио Бальдаччи умер в 1950 году.

## Научная деятельность
Антонио Бальдаччи специализировался на семенных растениях.

## Избранные публикации
- 1910. Le Somaililand italien. Ed. J. Goemaere, Imp. du Roi. Bruselas. 34 pp.